# Kunstenaarsatelier met naaister
Kunstenaarsatelier met naaister is een genrestuk van Michiel Sweerts uit zijn Romeinse periode (circa 1646-1656). Er bestaan verschillende versies van het doek. Als origineel wordt het exemplaar in particulier bezit beschouwd dat in 2023 werd geveild bij Christie's in Londen, gesigneerd Michael Sweerts | Roma.

## Auteurschap
Lange tijd was de voornaamste versie van Kunstenaarsatelier met naaister deze in de collectie-Rau te Zürich. Maar de kwaliteit was onvoldoende om tot een breed gedeelde toeschrijving te komen: Kultzen (1982) beschouwde het als een eigenhandig werk geschilderd door Sweerts kort na zijn aankomst in Rome, maar Waddingham (1983) vond dat moeilijk te accepteren zonder voorbehoud. Huys Janssen (1990) hield het op een "kopie naar een niet meer bekend origineel", Döring (1994) op een pastiche. Jansen (2002) aanvaardde het als een origineel met veel overschilderingen. In zijn catalogue raisonné van 1996 zwakte Kultzen zijn toeschrijving af tot het "niet willen uitsluiten van de mogelijkheid" dat het om een vroeg werk ging. Volgens Christie's is de kwestie beslecht door het opduiken van het in 2023 geveilde origineel, waarvoor de koper meer dan 12 miljoen pond neertelde.

## Voorstelling

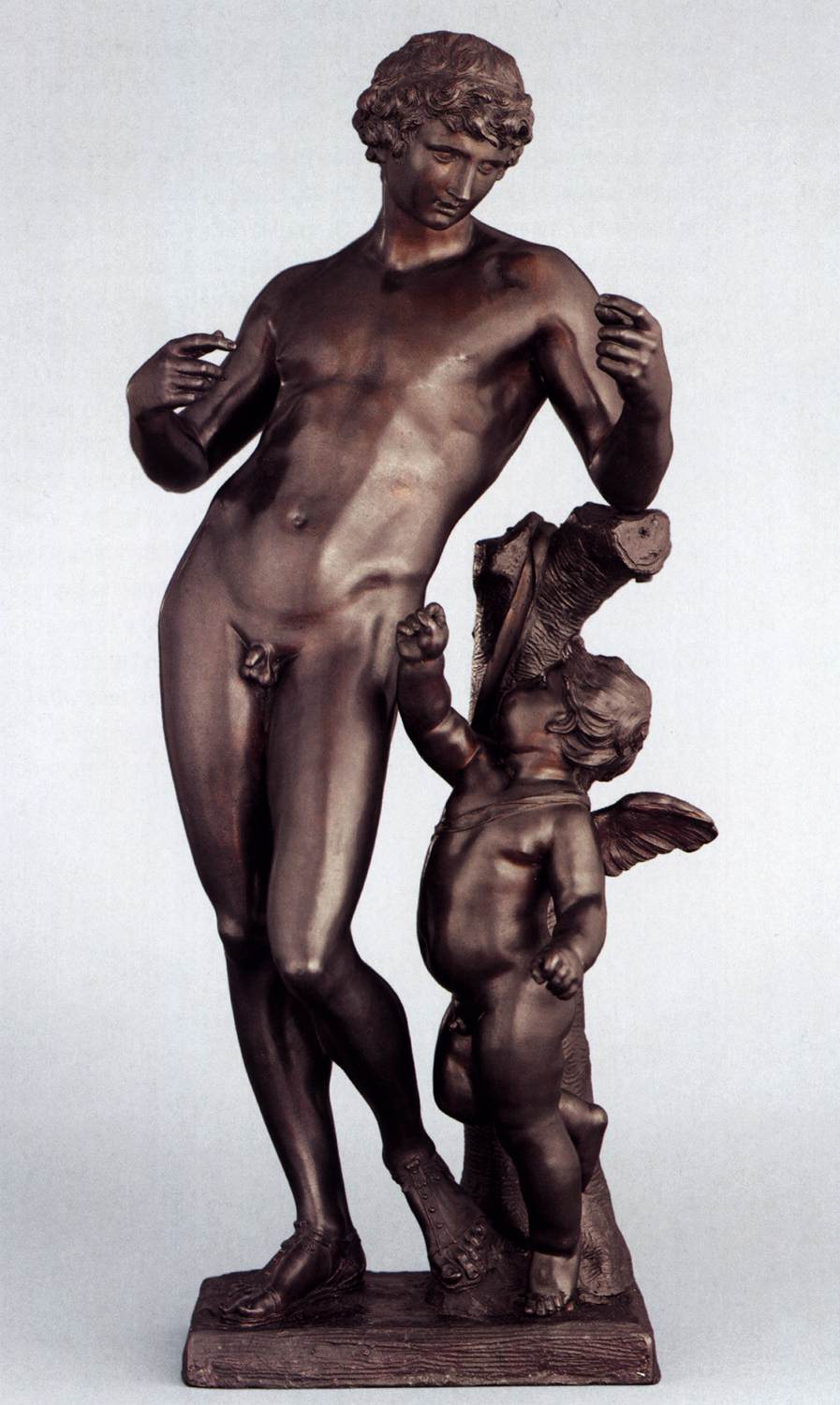
Apollo en Cupido van Frans Duquesnoy (ca. 1635-1640)

Een schilder zit in zijn atelier achter de ezel. Hij draait de rug naar de kijker en de blik naar zijn model, een jonge naaister die geconcentreerd naar haar werk kijkt. Naast de mand met naaigerief aan haar voeten ligt een papier met de signatuur van Sweerts. Achter haar is een assistent bezig verf te mengen. Een doorkijkje naar een andere kamer toont een tweede kunstenaar, die zijn ezel bij het raam heeft opgesteld. Boven de deur hangt een niet-geïdentificeerd schilderij. De stapel sculpturen op de vloer en op tafel zijn wel herkenbaar. Het gaat onder meer om het reliëf Putti spelend met een geit van Frans Duquesnoy en om de gipsfragmenten die ook op In het atelier zijn weergegeven: Duquesnoys Apollo en Cupido, de antieke Juno Ludovisi en Juno Cesi. Rechts in de voorgrond staart een andere kunstenaar (de zittende man met gele mantel) naar het model. Zijn potloden staan aan zijn voeten. Achter hem komt een groep bezoekers binnen, onder wie een liefhebber en een luitspeler. 

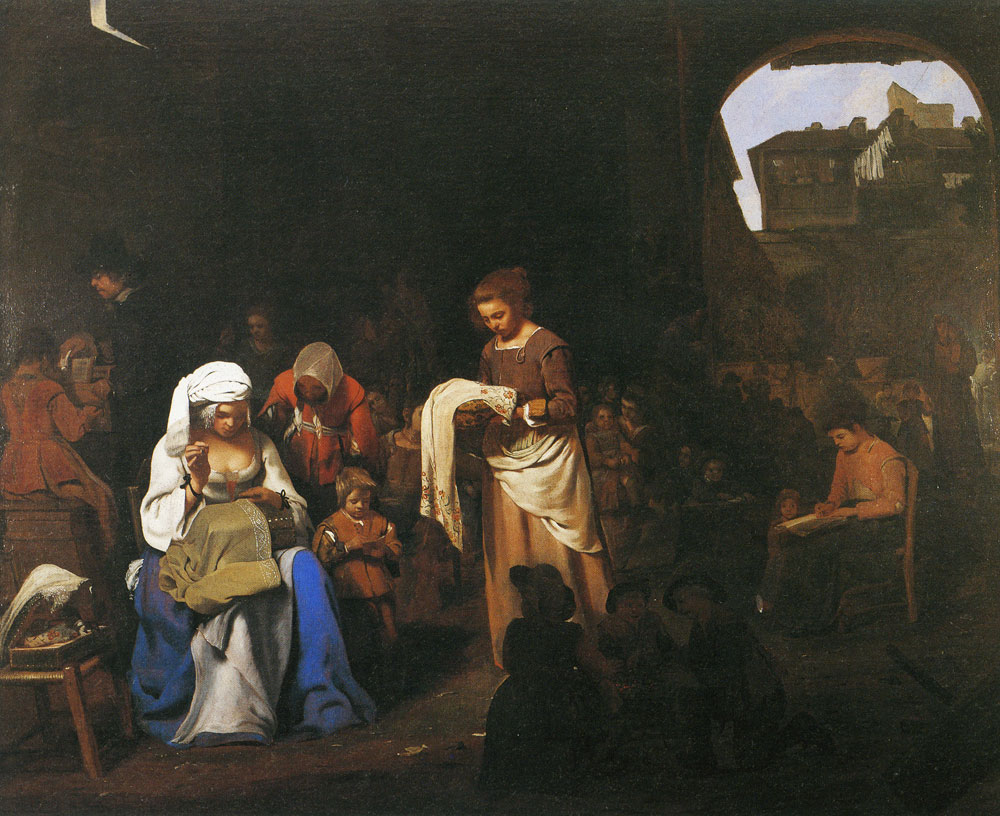
De figuur van de naaister komt terug in Het leslokaal (ca. 1650).

## Interpretatie
Veel motieven komen terug op andere schilderijen van Sweerts, in die mate dat Döring het werk eerder voor een pastiche hield. Een haast identieke naaister is te zien op Het leslokaal in het Kasteel van Berkeley. De sculptuurfragmenten zijn voor een goed deel dezelfde als op In het atelier (1652). Op de top van de stapel, vlak in de zichtlijn tussen schilder en model, staat de hoofdloze Cupido. Hieruit worden erotische connotaties afgeleid. Het beeldje behoorde tot het groep van Apollo en Cupido, die Sweerts in brons of in afgietsel moet gekend hebben via een patroon zoals Camillo Pamphili. Hij bezat alleszins het afgebeelde reliëf van Duquesnoy.

## Provenance
De gebroeders Deutz uit Amsterdam bezaten veel werk van Sweerts. Op een postume inventaris van Joseph Deutz uit 1686 is een Romeijns Naeijstertje vermeld "In't Purpere groot Salet" van zijn woning op de Herengracht (tegenwoordig nr. 450). Met 400 gulden had dit werk de hoogste waardering van de exquise collectie. Hoewel Sweerts nog andere naaisters heeft geschilderd, beantwoordt dit doek het best aan de hoge taxatie. Het verdween uit de bronnen tot het weer boven water kwam in het kasteel van Foriet nabij Gembloux, eigendom van de graven van Bylandt.

## Voetnoten
1. 1 2 3  The Artist's Studio with a Seamstress, Christie's (bezocht 15 december 2024)
2. ↑  De identificatie gebeurde door Thomas Döring: "Belebte Skulpturen bei Michael Sweerts: Zur Rezeptionsgeschichte eines vergessenen pseudo-antiken Ausdruckskopfes" in: Wallraf-Richartz-Jahrbuch, 1994, p. 55-83
3. ↑  Döring 1994, p. 71-72